# Matthieu Jasseron
Pour les articles homonymes, voir Jasseron (homonymie).
Matthieu Jasseron, connu aussi sous le surnom de Père Matthieu, né le 24 novembre 1984 à Clamart, est un vidéaste français et un prêtre catholique, anciennement curé de Joigny dans l'Yonne.
Ordonné en juin 2019, il se fait connaître en 2021 en publiant sur TikTok des vidéos « iconoclastes » ou abordant des sujets religieux sur un ton décalé. Certaines de ses vidéos suscitent des polémiques, notamment lorsqu'il affirme que la pratique de l'homosexualité n'est pas un péché, une prise de position contraire à la doctrine de l'Église catholique sur la sexualité qui déclenche une controverse dans les milieux ecclésiaux. 
En juillet 2022, le Dicastère pour la communication du Vatican le désigne comme « missionnaire numérique » dans le cadre du synode sur la synodalité, afin de mobiliser les jeunes autour de cette initiative.
Il décide en décembre 2023 de mettre fin à son activité d'influenceur web sur les réseaux sociaux et annonce en octobre 2024 son intention de quitter le sacerdoce, estimant ne plus être « suffisamment en phase » avec l'institution catholique, avec laquelle il affirme avoir été victime de violences et de pressions.

## Biographie

### Jeunesse et ordination
Né en 24 novembre 1984 à Clamart d'un père pharmacien et d'une mère ingénieure dans l'armée, Matthieu Jasseron grandit dans une famille catholique non-pratiquante à Antony dans les Hauts-de-Seine,. Après une scolarité chaotique au lycée, où il passe 5 ans et décroche son baccalauréat au rattrapage, il intègre une école de commerce puis devient conseiller en gestion de patrimoine et optimisation fiscale en Île-de-France.
Insatisfait par « une vie qui tourne autour du profit » et en quête de sens, il quitte la région parisienne et s'installe dans l'Yonne en 2009. Il vit en quasi autarcie à partir de 2010 dans un chalet au milieu d'une forêt près d'un étang et se consacre à la lecture de livres de philosophie et de développement personnel,. Il déclare avoir été bénévole au sein du Secours catholique. Il dit devoir sa conversion au christianisme aux frères de la communauté Saint-Jean avec qui il a passé une année,.
Après un séjour d'un an en Russie, il entre en 2013 au séminaire d'Orléans,. Bien que les responsables du séminaire aient selon La Croix « alerté son évêque, à l'époque Mgr Hervé Giraud, sur [son] profil psychologique inadéquat pour le ministère sacerdotal », il est ordonné prêtre en juin 2019 pour l'archidiocèse de Sens-Auxerre qui n'avait pas connu d'ordination depuis huit ans. Matthieu Jasseron est nommé vicaire dans les paroisses du Christ-Roi et Saint-Jean-Baptiste de Joigny.

### Influenceur
Durant les confinements liés à la pandémie de Covid-19 en France, il crée en août 2020 sa chaîne TikTok intitulée « La vie, l'Évangile : clichés vs réalité » à l'adresse d'un public jeune,. Dans de courtes vidéos quotidiennes, publiées « à un rythme effréné », il donne indistinctement la parole à des catholiques, des musulmans et des incroyants.

#### Vidéos polémiques
Il se met également en scène dans son église, tenant à bout de bras sa chienne du haut de la chaire « comme un trophée », ou posant à côté d'une « statue de Jésus rénovée, filmée à la manière d'un relooking extrême », ou encore improvisant « des chorégraphies maladroites avec d'autres prêtres ». Il provoque fin juillet 2021 un premier tollé avec une vidéo dans laquelle il mime un DJ avec le calice et la patène sur l'autel de l'église,. Ses mises en scène « iconoclastes » déclenchent des plaintes auprès de la plate-forme TikTok qui bloque sa chaîne à plusieurs reprises.

#### Affirmations hétérodoxes sur l'homosexualité
Fin août 2021, sa chaîne atteint 620 000 abonnés et Matthieu Jasseron devient la « bête noire des milieux tradis » à la suite d'une vidéo, la plus populaire par son nombre de vues. À un internaute qui lui demandait le 23 août si en étant gay, on était toujours chrétien, il répond ainsi : « Une autre question que je vois souvent revenir aussi, c'est : « Est-ce que d'être homosexuel ou de pratiquer l'homosexualité, c'est péché ? » Eh bien je vais être franc et honnête avec vous, les amis : non. » Il explique qu'« il n'est marqué nulle part, ni dans la Bible ni dans le catéchisme de l'Église catholique, c'est-à-dire l'ensemble de la tradition, que d'être homosexuel ou de pratiquer l'homosexualité c'est un péché. »
Ces affirmations divisent les fidèles catholiques. Hervé Giraud, l'évêque de rattachement de Mathieu Jasseron au diocèse de Sens-Auxerre, reçoit selon ses dires « un tsunami de courriels de gens qui [lui] demandent de le sanctionner »,. Le 27 août 2021, dans un communiqué jugé « plutôt alambiqué »,, Hervé Giraud dit prendre ses distances avec Mathieu Jasseron et rappelle que le prêtre s'exprime en son nom propre, « sans en avoir reçu la mission particulière ». La Conférence des évêques de France (CEF) déclare le même jour sur son compte Twitter désapprouver « certaines [...] vidéos qui dénaturent le message de l'Église », et met en garde : « Le succès d'audience [de ce genre de vidéos] ne signifie pas qu'elles soient justes. » Le prêtre reçoit une réponse en vidéo du dominicain Paul-Adrien d'Hardemare qui rappelle la position de l'Église sur la pratique de l'homosexualité en faisant référence au paragraphe no 2357 du catéchisme,. De son côté l'association David et Jonathan, mouvement homosexuel chrétien, salue son « courage ».
En septembre 2021, Matthieu Jasseron est nommé curé de la paroisse Saint-Jean-Baptiste de Joigny pour une durée de trois ans.

#### Controverse sur l'existence de Satan
En juin 2022, il crée à nouveau la controverse en niant sur TikTok l'existence du diable qui selon lui ne ferait « pas tellement partie » de la foi catholique et ne serait qu'« un conte pour enfants »,. Bien que le Dicastère pour la communication l'ait déclaré début juillet 2022 « missionnaire numérique » afin de mobiliser les jeunes autour du synode sur la synodalité,, la récurrence de ses prises de position hétérodoxes alimente « des critiques parfois violentes » qui remontent jusqu'à Rome. Même chez des confrères qui partagent ses positions progressistes, sa notoriété indispose. Malgré la demande de l'Élysée, son évêque de rattachement refuse qu'il accompagne Emmanuel Macron lors de son voyage officiel au Vatican.
En décembre 2022, avec l'assistance d'une dizaine de bénévoles, sa chaîne TikTok compte plus d'un million d'abonnés. En février 2023, avec le soutien de la CEF et aidé par douze bénévoles, il lance le site Theostream qui se veut « le premier Netflix de la foi ». La plateforme agrège des vidéos de différents youtubeurs chrétiens de sensibilités diverses, voire opposées, parfois très conservatrices,.

#### Arrêt de sa carrière d'influenceur
Ses relations avec Hervé Giraud se détériorent après la parution de son livre Les Histoires de cœur d'un jeune curé paru en septembre 2023. L'évêque l'accuse de violer indirectement le secret de la confession et le convoque sans succès à plusieurs reprises,,.
En décembre 2023, Matthieu Jasseron met fin à son activité d'influenceur sur les réseaux sociaux, en justifiant ainsi sa décision : « Cette position médiatique flatte parfois en moi un orgueil qui n’est pas toujours très ajusté. » Il affirme qu'il souhaite éviter d'être un « gourou »,.
Le lancement par Matthieu Jasseron d'une collecte de fonds à hauteur de deux millions d'euros, pour le projet de rénovation de l'église Saint-Vincent-de-Paul de Joigny,, rencontre l'opposition du Conseil diocésain pour les affaires économiques. Devant son insistance, l'évêque dépose une main courante contre lui et demande une protection policière autour de la cathédrale Saint-Étienne de Sens lors de sa messe de départ du diocèse en mars 2024.
Il vend en avril 2024 son compte TikTok et sa base de données à l'association Marie de Nazareth fondée par Olivier Bonassies, coauteur avec Michel-Yves Bolloré du best-seller Dieu, la Science, les Preuves, ainsi que son site Theostream à la communauté de l'Emmanuel,.
Il quitte sa paroisse de Joigny en juillet 2024.

### Arrêt de ses fonctions cléricales
Dans une vidéo YouTube publiée le 20 octobre 2024, Matthieu Jasseron dit son intention d'être relevé de l'état clérical. Il déclare ne plus être « suffisamment en phase avec l'Église institutionnelle pour rester l'un de ses prédicateurs », ni « continuer d'être le VRP du parti ou un des managers de cette institution. »,. Il affirme avoir été victime d'une agression de la part d'un évêque et de pressions de la part, entre autres, de la hiérarchie catholique dont il dénonce les dysfonctionnements,,,. Il fait également la promotion de son nouveau livre Le pouvoir du Kintsugi, sublimez ce qui est brisé qui paraît quelques jours après,.
Matthieu Jasseron, qui est sans mission, mais toujours prêtre, exerce depuis dans le domaine de l'accompagnement personnel et organise des retraites spirituelles.

### Autres activités
En septembre 2022, il publie Croire ça ne sert à rien, sous-titré Et pourtant ça change tout !.
Il participe en mai 2023 à un webinaire du Conseil œcuménique des Églises sur la question des placements financiers dans le cadre de la réduction des énergies fossiles.
En septembre 2023, il publie Les Histoires de cœur d'un jeune curé, dans lequel il raconte sa vie de jeune prêtre.
Son livre Le pouvoir du Kintsugi, sublimez ce qui est brisé paraît en octobre 2024,.

### Hommage
Il est élu Icaunais de l'année 2024 par les lecteurs de L'Yonne républicaine.

## Ouvrages
- Père Matthieu (avec Capucine Delattre), Croire ça ne sert à rien : et pourtant ça change tout !, Paris, Flammarion, 2022, 273 p. (ISBN 978-2-08-028477-8, 978-2-08-028481-5 et 978-2-08-028480-8, lire en ligne) ; rééd. coll. « J'ai lu / Essai » (no 13919), 2023, 249 p.  (ISBN 978-2-290-38831-0).
- Père Matthieu, Les Histoires de cœur d'un jeune curé, Paris, Flammarion, 2023, 352 p. (ISBN 978-2-08-028533-1, 978-2-08-028537-9 et 978-2-08-028536-2, lire en ligne).
- Père Matthieu Jasseron, Le pouvoir du Kintsugi : sublimez ce qui est brisé, Paris, Flammarion, 2024, 240 p. (ISBN 978-2-08-042852-3, 978-2-08-042856-1 et 978-2-08-042855-4, lire en ligne).
- Matthieu Jasseron, Le chemin de la joie, Paris, Flammarion, 2025, 419 p. (ISBN 978-2-08-046889-5, 978-2-08-048249-5 et 978-2-08-048250-1).